# Al-Barwakijja
Al-Barwakijja (arab. البرواقية, fr. Berrouaghia) – miasto w Algierii, w prowincji Al-Midija.